# Winnart Nsangu
Winnart Nsangu est artiste peintre né le 27 février 1993 à Kinshasa, il est directeur du collectif Kipelo et responsable de ma galerie Nsangu.

## Origines et études initiales
Winnart Nsangu est né le 27 février 1993 à Kinshasa, dans une famille de huit enfants dans laquelle il est le quatrième. Bien qu'il montre dès son jeune âge des aptitudes pour le dessin, rien ne laisse présager qu'il se dirige vers une carrière artistique. En effet, il suit des études d’électricien et obtient son diplôme en 2010 au Complexe scolaire Maman Beya.

## Début de carrière
En 2011, Winnart Nsangu prend un tournant décisif en fondant, avec plusieurs camarades, le groupe artistique les Aigles d’art. Nombre de ses membres, dont Winnart lui-même, fréquentent divers ateliers d’artistes renommés. Il suit ses premiers cours avec Danny Maluku et Djanny Mbela Ngalama en 2012. Par la suite, il est formé par d'autres maîtres de la peinture populaire tels qu'Alphi-Alpha (2013) et Landry Mulala (2013-2017), élève de Chéri Chérin. En 2017, il crée avec son ami Francesco Sunda le collectif Kipelo, signifiant « miroir » en kikongo, ce qui représente un manifeste de son travail artistique.

## Reconnaissance et Expositions
Grâce à sa solide formation, Winnart obtient en 2018 un prix honorifique de jeune peintre d’avenir. Sa première exposition se tient en 2019 à l’hôtel Pullman de Kinshasa. L’année 2020 marque un tournant avec une reconnaissance accrue. Winnart participe à plusieurs expositions, tant à Kinshasa qu'à l'international, notamment à Paris. Il organise une présentation virtuelle de son travail lors de l’Artcom Expo International et prend part à une exposition collective au Musée national du Congo. Son œuvre est aussi présentée au Salon International d’Arts Plastiques Jeunes Talents à Mantes-la-Jolie, où sa toile « L’Identité finale » remporte le premier prix « Arbustes »,. Il est également sélectionné pour Hakili la Kunu (Éveiller l’esprit), une exposition collective d'artistes congolais à Châteaudun. En outre, il participe à l'exposition urbaine et itinérante « Biso pe Toza » à Kinshasa, réunissant les principaux artistes visuels du Congo.